# تاتسومی کوماشیرو
تاتسومی کوماشیرو (به ژاپنی: Tatsumi Kumashiro)؛ ۲۴ اوت ۱۹۲۷ – ۲۴ فوریهٔ ۱۹۹۵) کارگردان و فیلم‌نامه‌نویس اهل ژاپن بود. 